# 解放营子乡
解放营子乡，是中华人民共和国内蒙古自治区赤峰市翁牛特旗下辖的一个乡镇级行政单位。

## 行政区划
解放营子乡下辖以下地区：
解放营子村、三分地村、二分地村、泡子村、二台营子村、西山村、五家村、三道杖房村、二道窝铺村、梅林营子村、太合昌村、新窝铺村和朝阳沟村。